# Паримија
Паримија је библијска старозаветна прича. То су изабрани одељци из старозаветних књига, које се у православном богослужењу читају на вечерњој служби уочи празника. Односе се на догађај који Црква прославља - они су праслика одређеног новозаветног догађаја. Читају се и на часовима Великог поста.
- Трифуновић, Ђорђе (1990). Азбучник српских средњовековних књижевних појмова (2. изд.). Београд: Нолит.